# 左營啟明堂
左營東南帝闕樂善社啟明堂，簡稱左營啟明堂，是臺灣高雄市左營區蓮池潭畔的廟宇，主祀文武聖人（山東文聖孔夫子、山西武聖關夫子）。

## 廟史

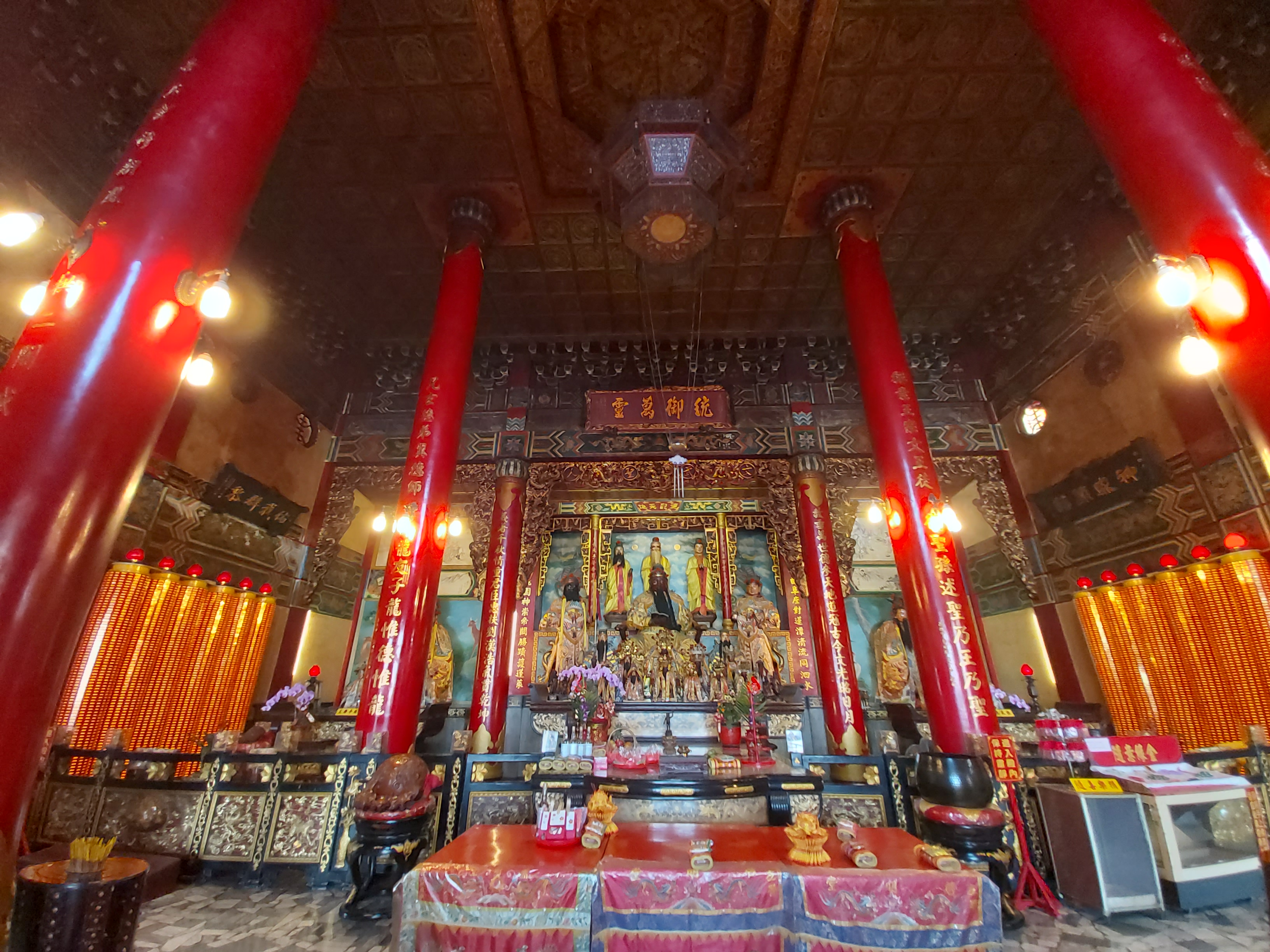
左營啟明堂正殿

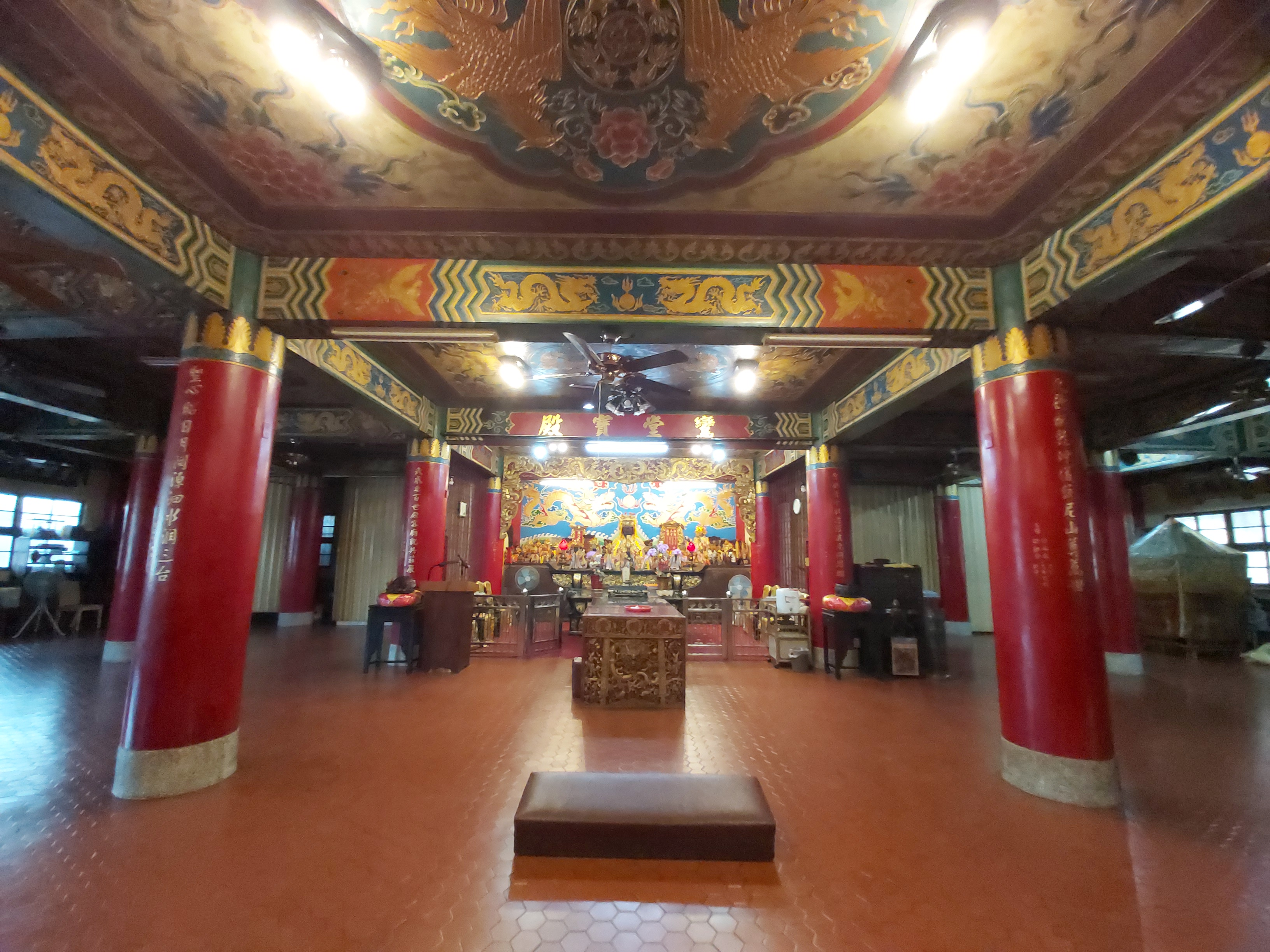
鸞堂寶殿

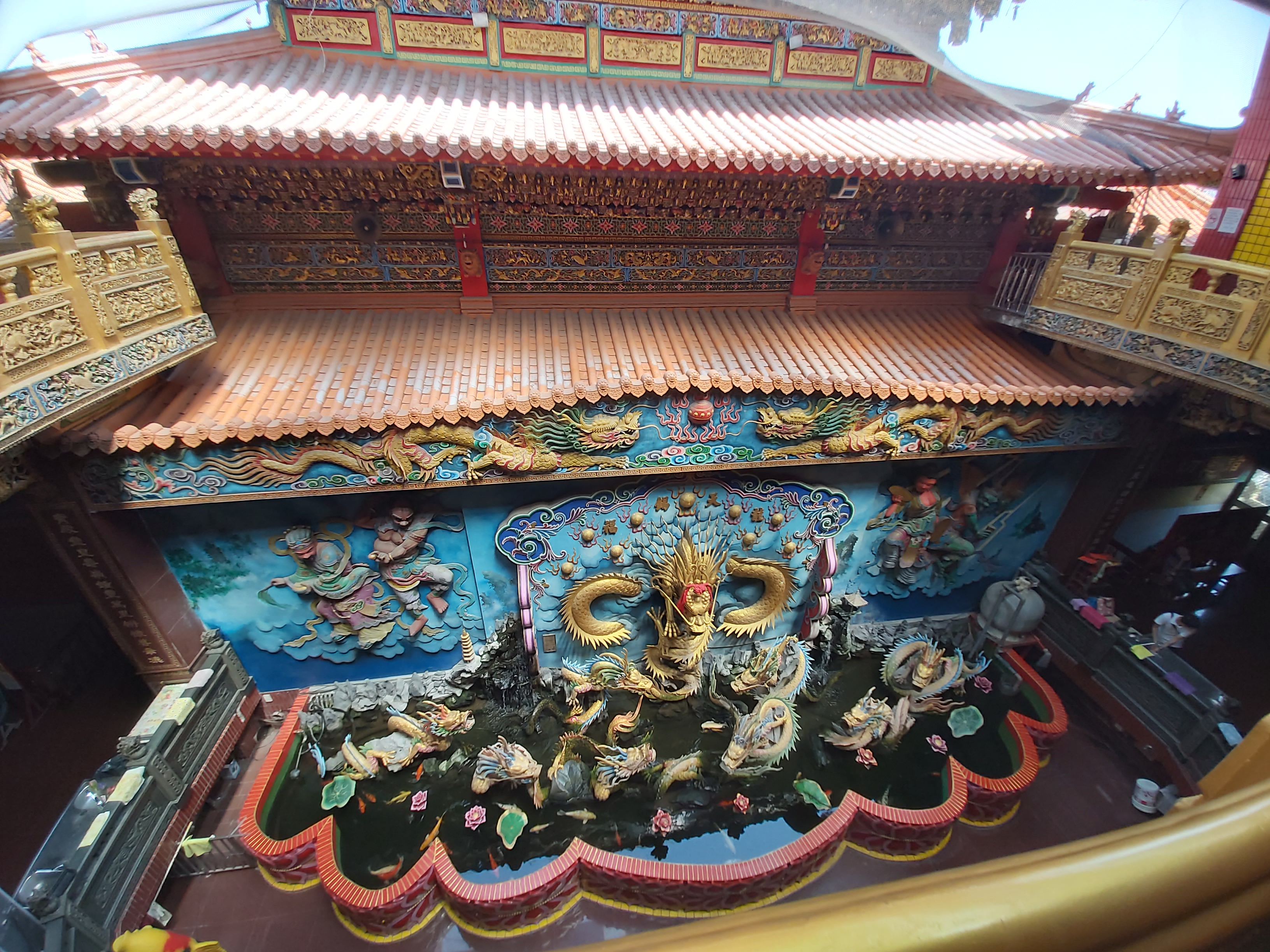
中庭魚池

左營啟明堂創立於日治時期明治三十二年（1899年），當時日人剛統治台灣，由於日本風俗慢慢影響臺灣，文化、風俗、教育、信仰等均受日本殖民政府鉗制，啟明堂開基先賢謝知翁等人目睹此局勢，博杯請示神明，得到指示：設置鸞堂，扶乩興鸞濟世，普化眾生，於該年（1899年）創立「明德堂」於陳重三信士之私宅，奉祀「五公菩薩」為主神，開始訓練鸞乩，飛筆扶鸞。
明治三十六年（1903年），原位於鳳山縣舊城舊城內之舊城關帝廟因殘破不堪，啟明堂善信不忍關帝神像蒙塵，便恭迎該廟之關帝神像回到啟明堂奉祀，同年孚佑帝君降鸞更改堂號為「啟明堂」，又調任武聖「關聖帝君」為主神，「文武」二聖同祀。

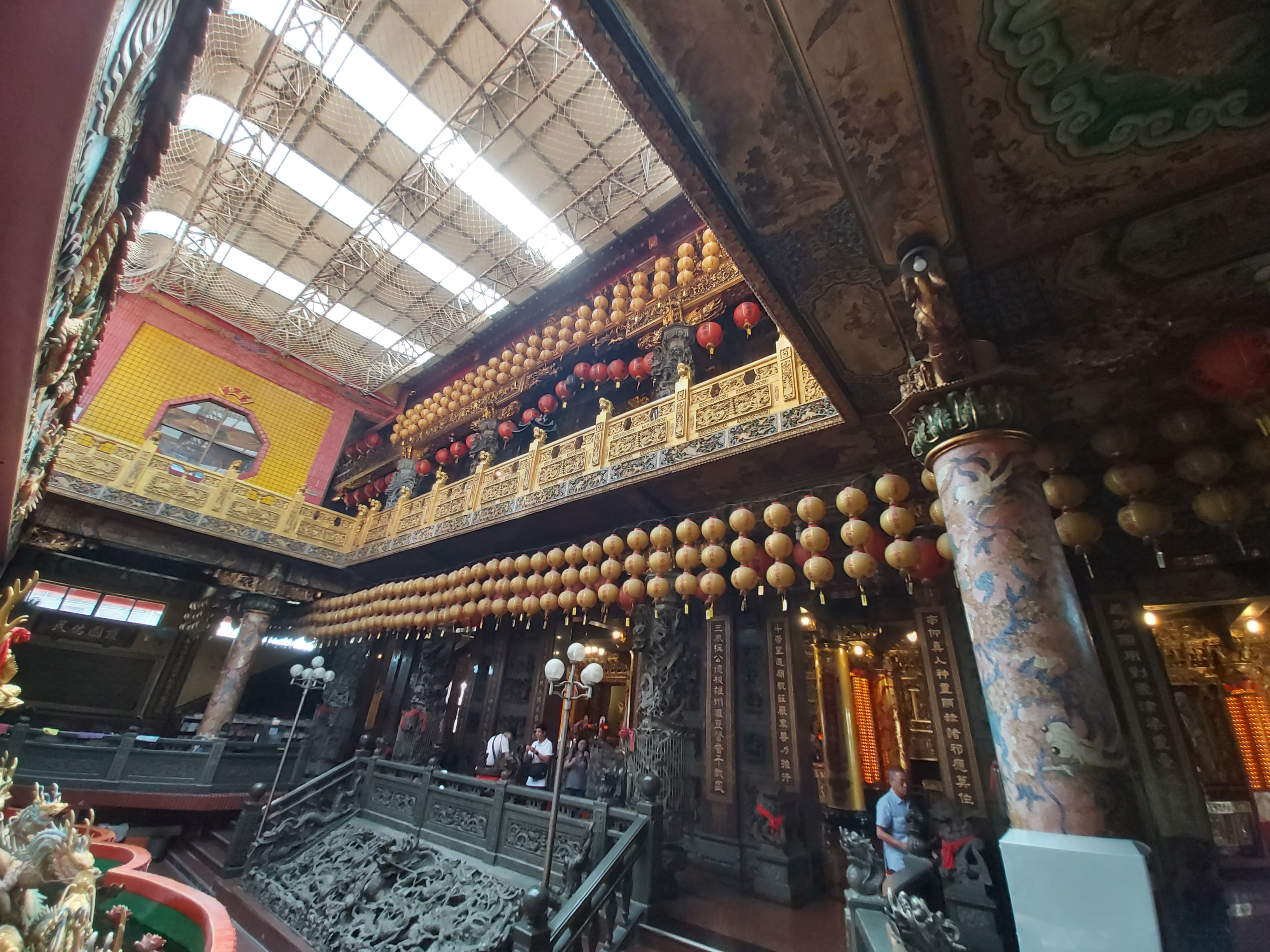
後殿外觀

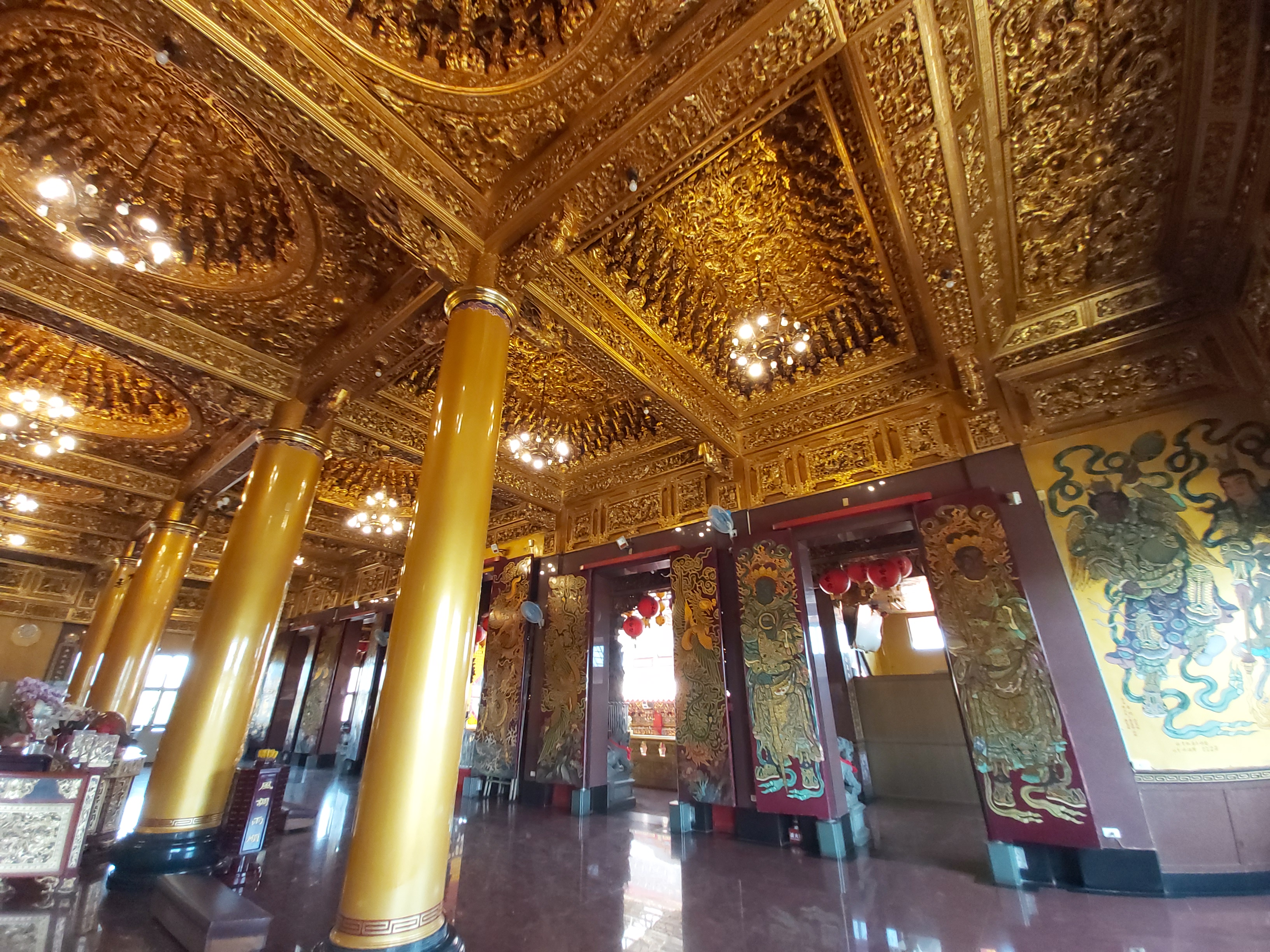
凌霄寶殿樑柱

明治三十九年（1906年），左營善信賴林香女士，獲啟明堂之資助解決債務問題，為了報答啟明堂相助，將坐落蓮池潭邊的地（啟明堂現址）半數捐贈啟明堂做為建廟殿之用地。大正十五年（1926年），神明指示設立「樂善社」，專司「聖諭宣講」及「慈善事業」；民國四十年（1951年），依據神明降鸞諭示，興建春秋御閣以發揚春秋大義，民國四十二年（1953年）六月完工；民國六十二年（1973年）動工重建東南帝闕啟明堂，以二層樓宮殿式建物來設計，於民國六十五年（1976年）完工。民國七十三年（1984年）增建後殿建築「凌霄寶殿」及「三官殿」，於民國八十四年（1995年）落成，增建後的廟體建物樓高四層。

## 樓層配置
左營啟明堂建築體一樓地下室設有提供民眾租用於舉辦大型活動的萬用「禮堂」，二樓設有「中華文物民俗館」以及提供附近在地學子研讀或閱覽書報的社區讀書中心，三樓為祀奉三官大帝等神祇的「三官殿」，四樓為祀奉玉皇上帝等神祇的「凌霄寶殿」。

## 祀神
大殿：孔夫子、文衡聖帝、岳武穆王、延平郡王、司命灶君、諸葛武侯、孚佑帝君、地藏王菩薩、正主席海公、柳星君、復聖顏回、宗聖曾子、關平太子、周倉將軍
鸞堂寶殿：文衡聖帝、正主席海公、北極玄天上帝、天上聖母、神農大帝、清水祖師、將軍爺、判官司、趙府千歲、司礼神、蔣元帥、鄭元帥、列位正神
三官殿：三官大帝、南斗星君、北斗星君、地藏王菩薩、觀世音菩薩、五文昌帝君、太歲星君

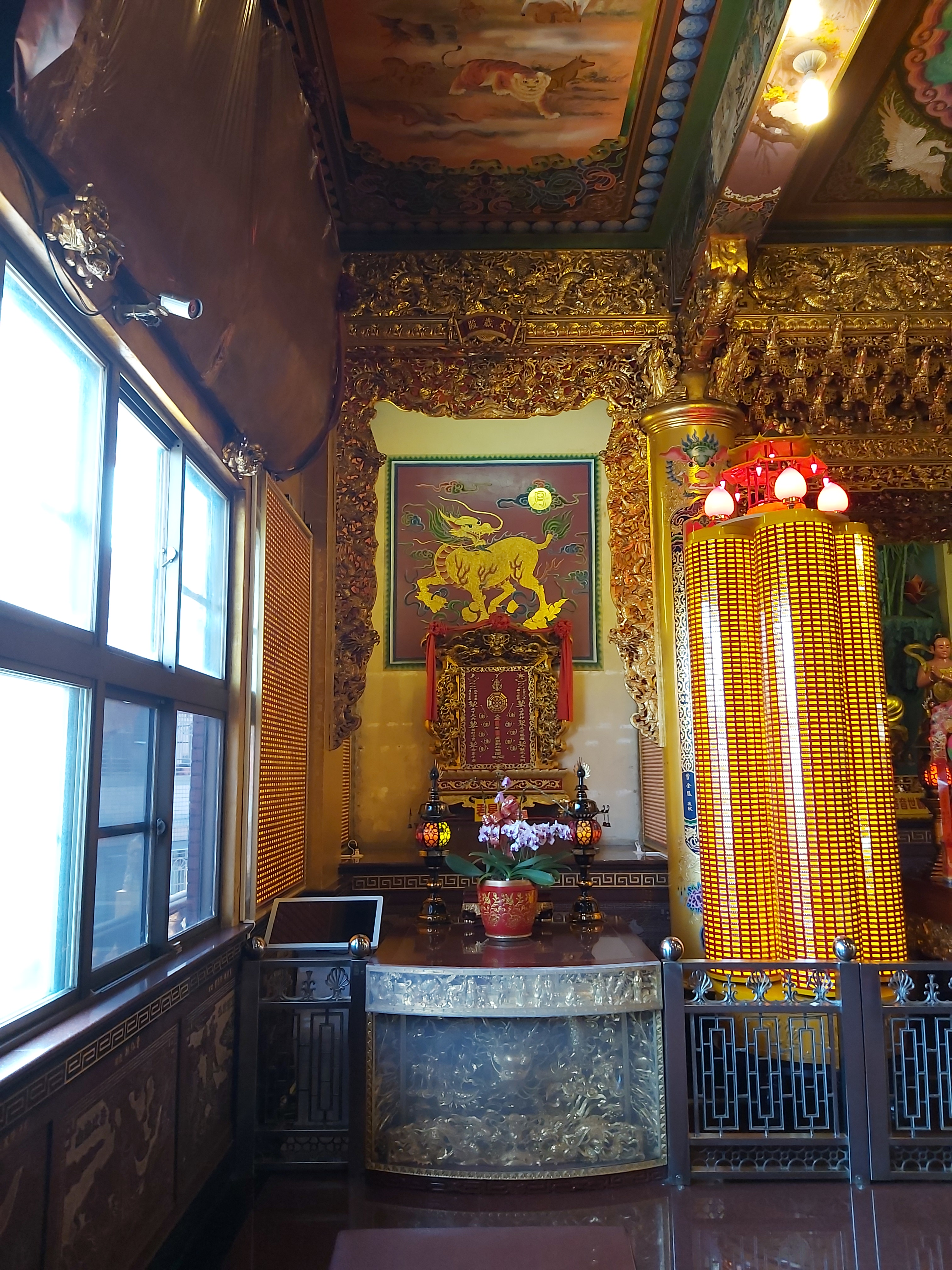
太歲殿
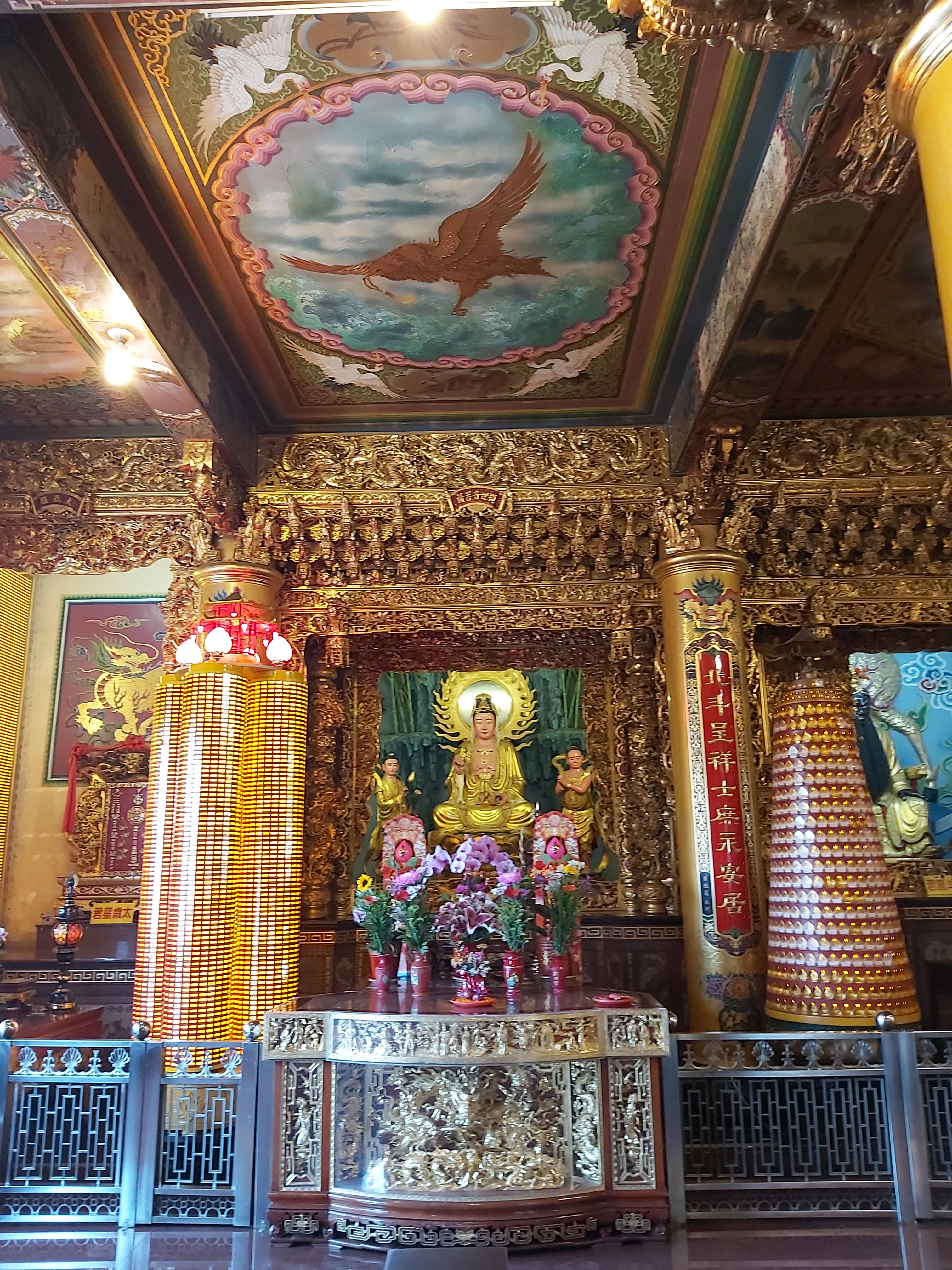
觀世音菩薩
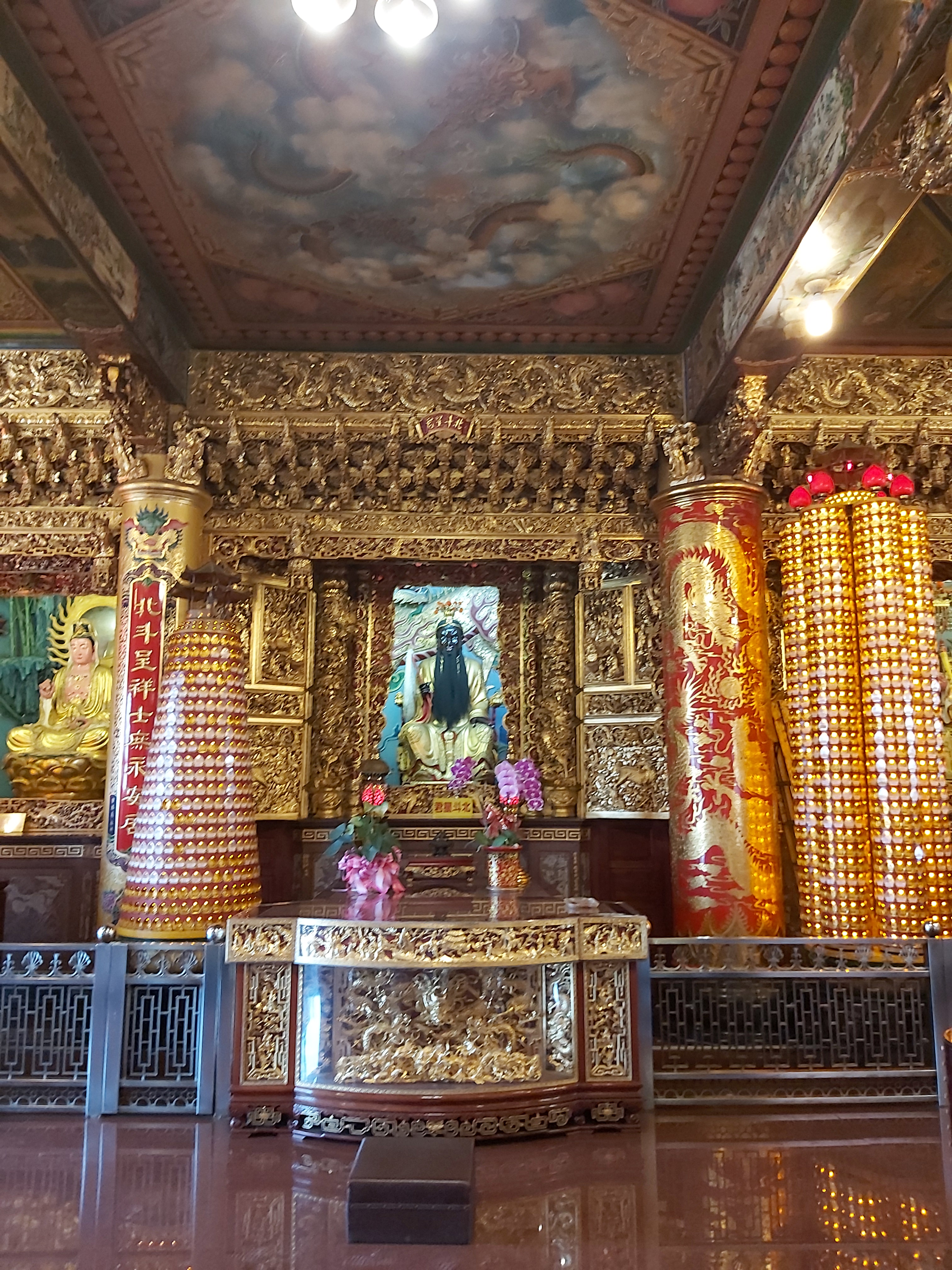
北斗星君
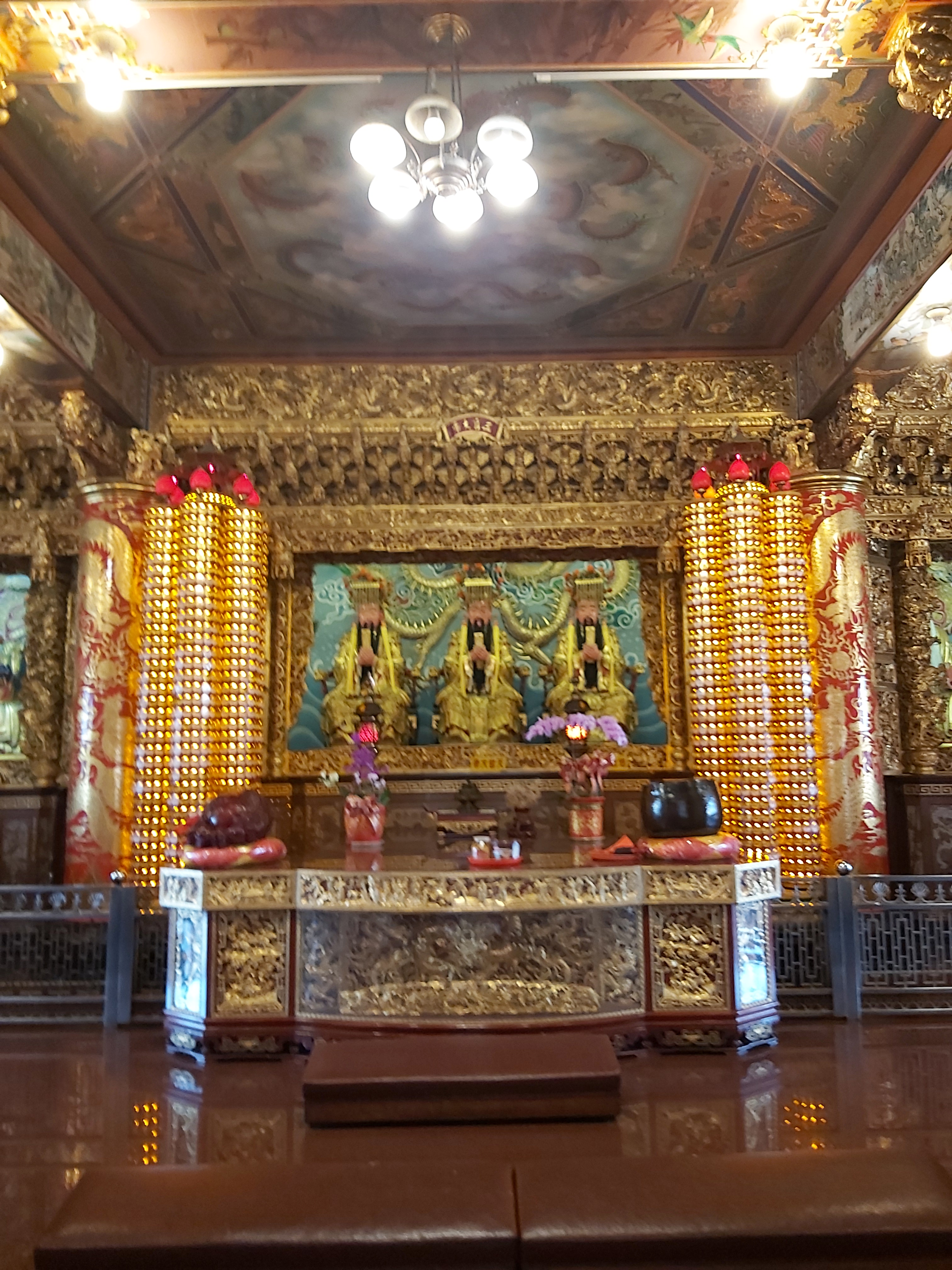
三官大帝
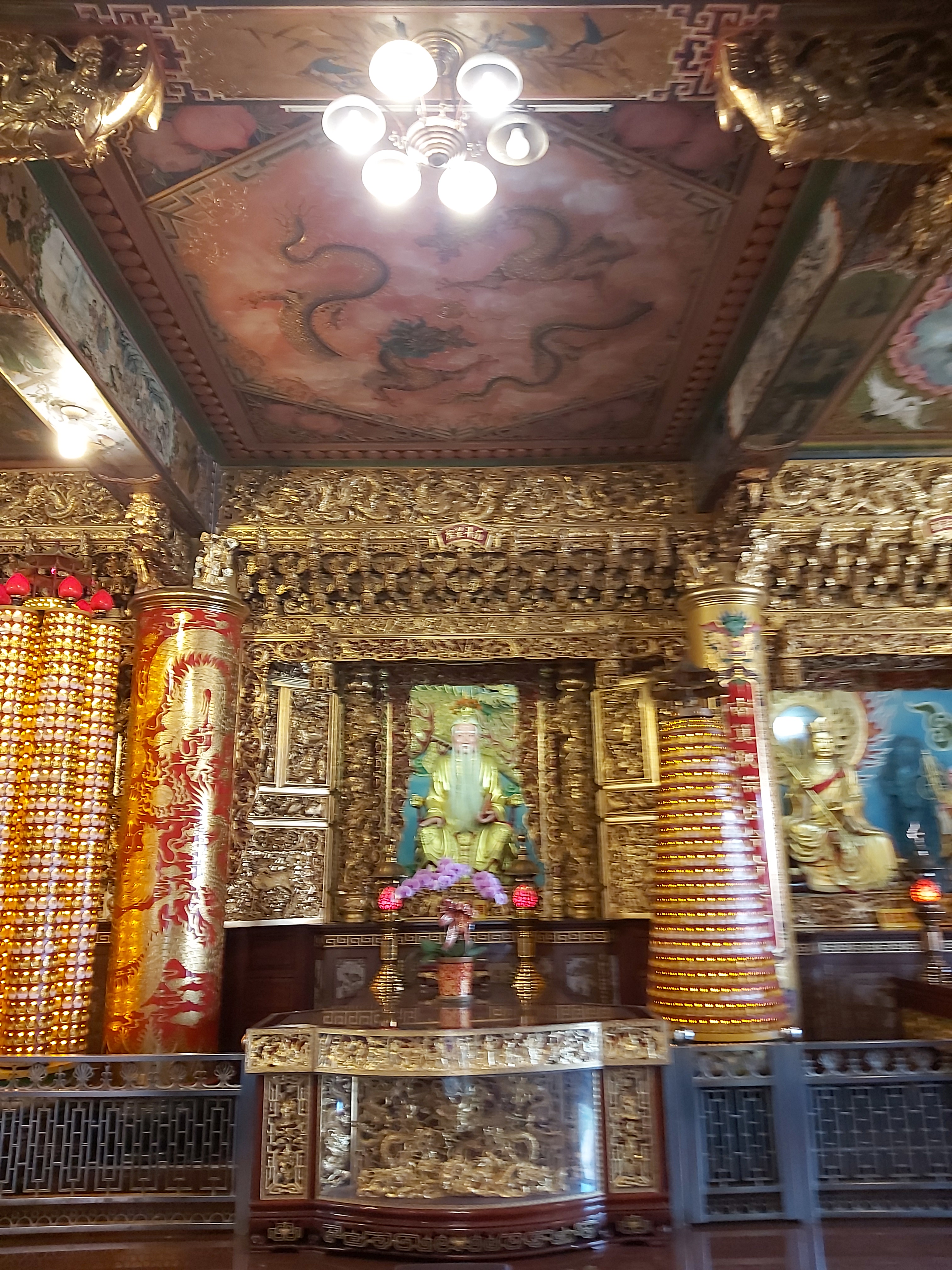
南斗星君
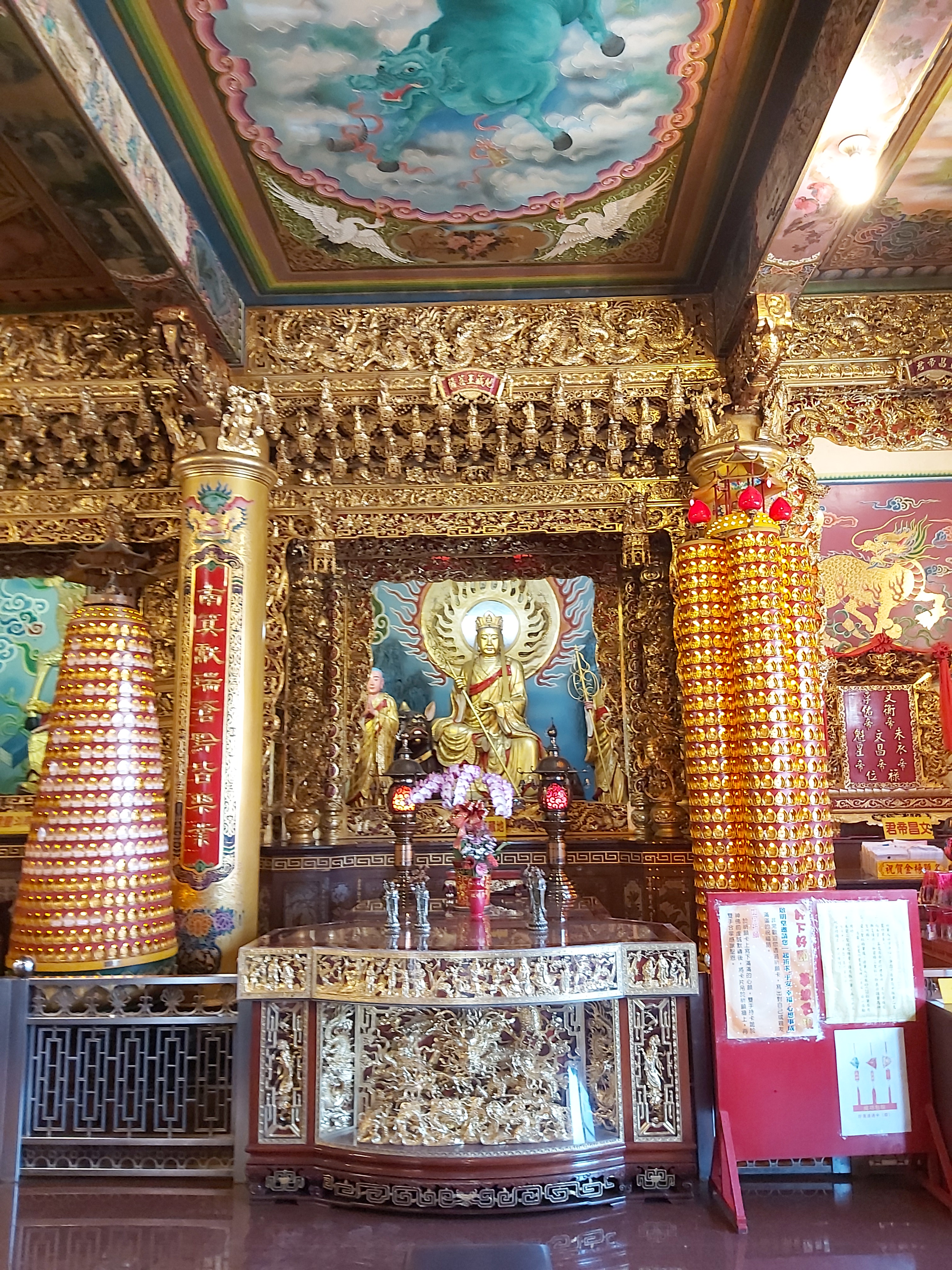
地藏王菩薩
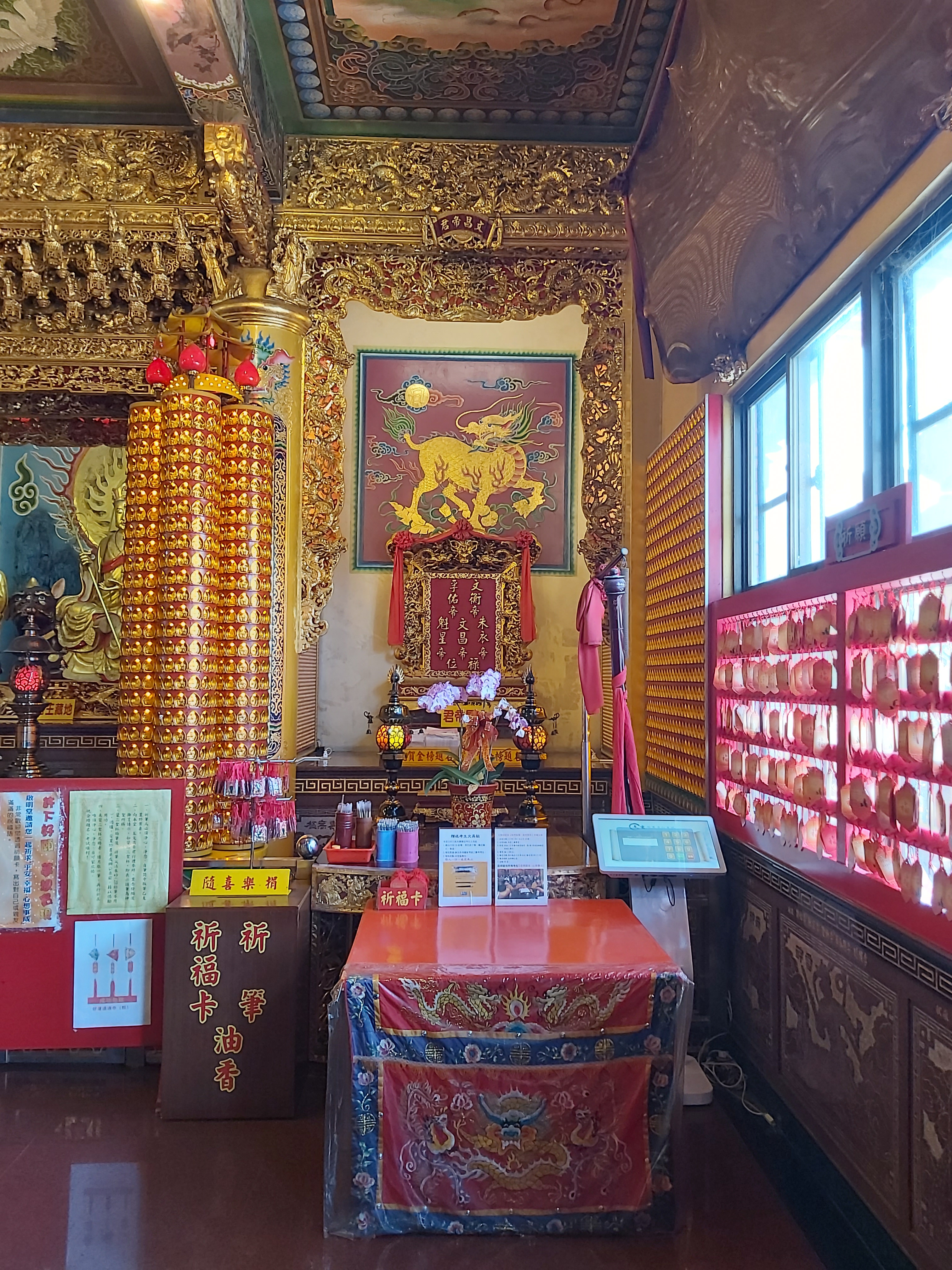
文昌帝君

凌霄寶殿：玉皇上帝、木公老祖、金母娘娘、太上老君、釋迦佛祖、普化天尊、王天君、趙天君、李天王、五文昌帝君、太歲星君

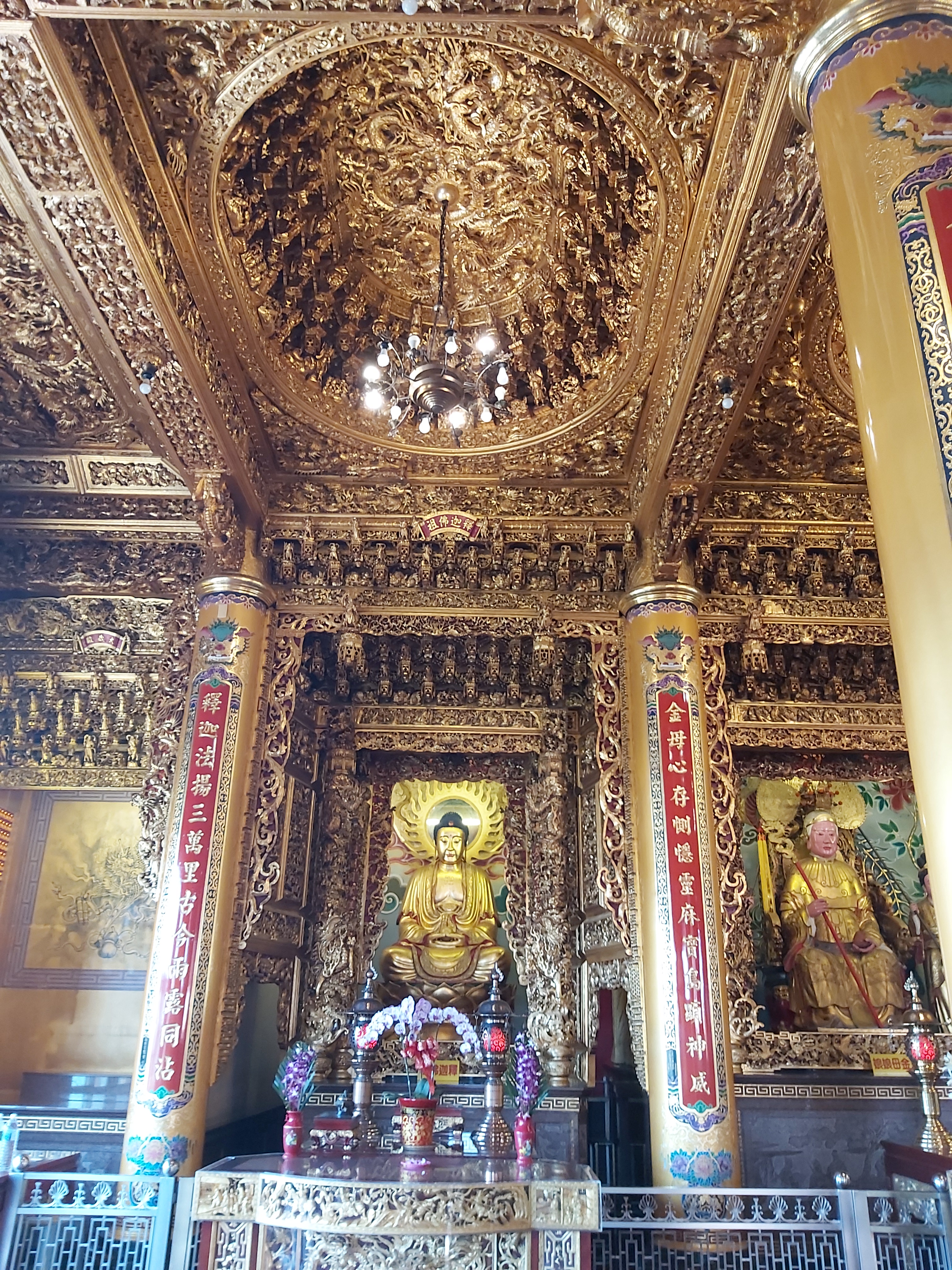
釋迦佛祖
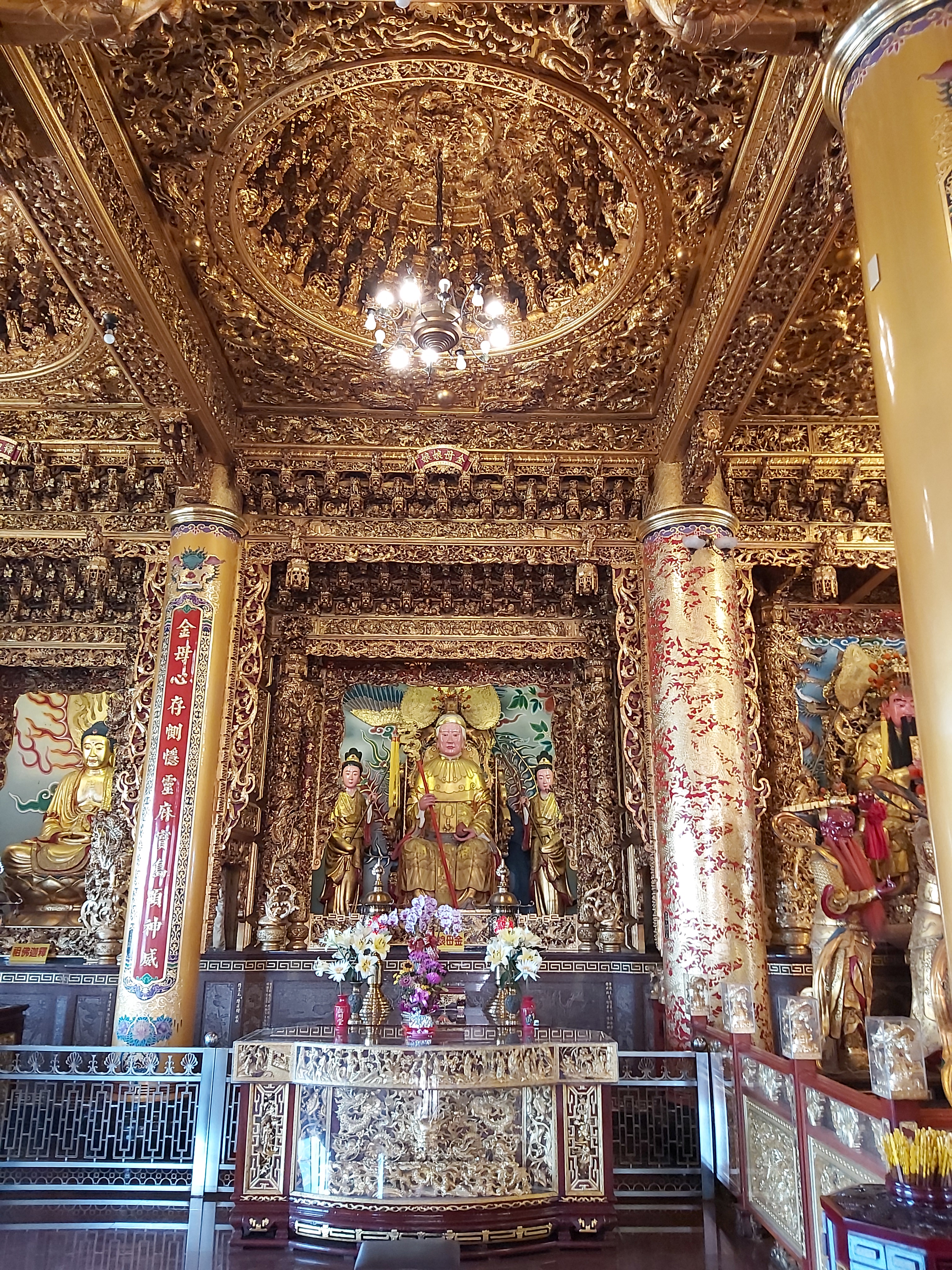
金母娘娘
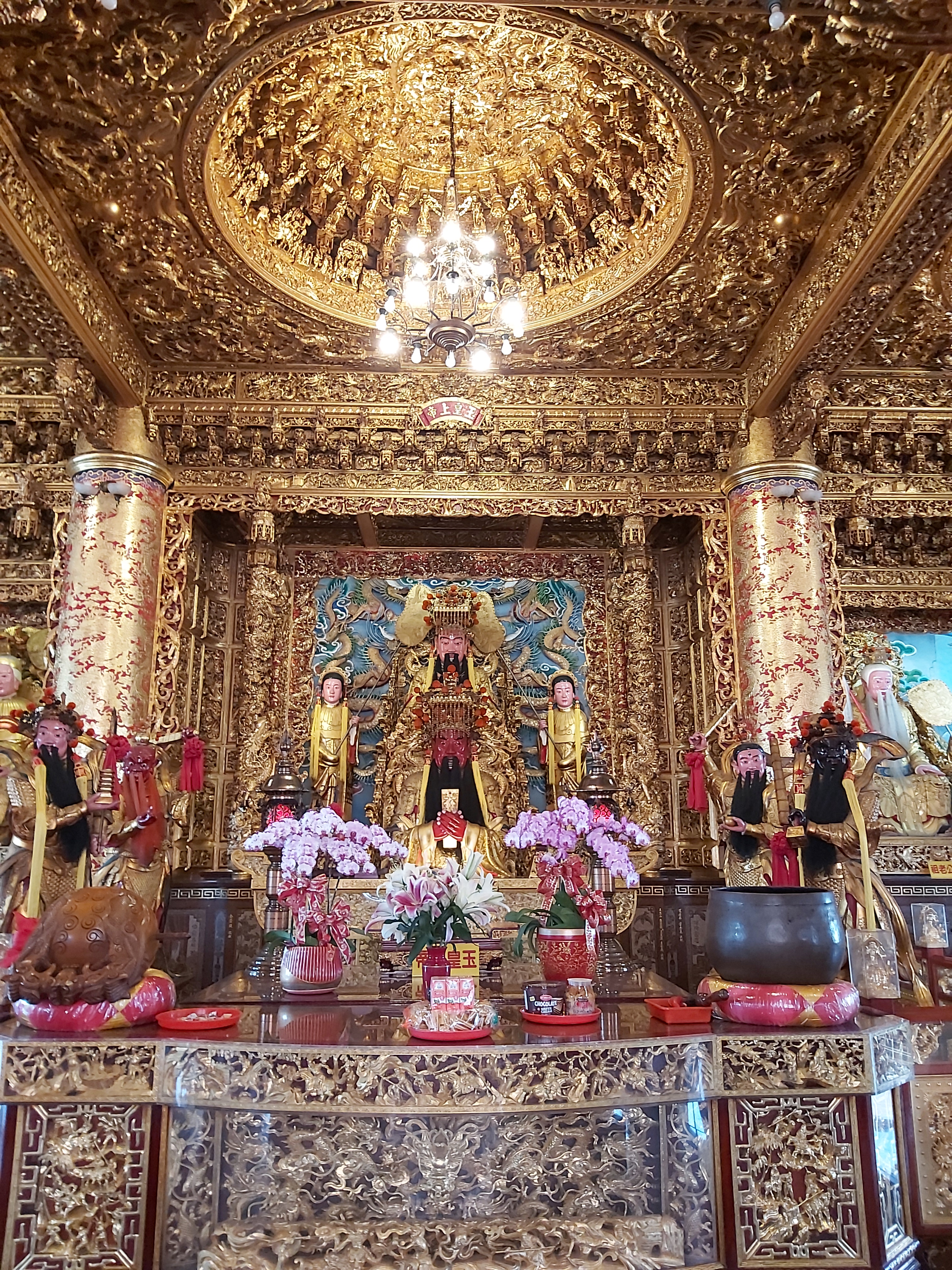
玉皇上帝
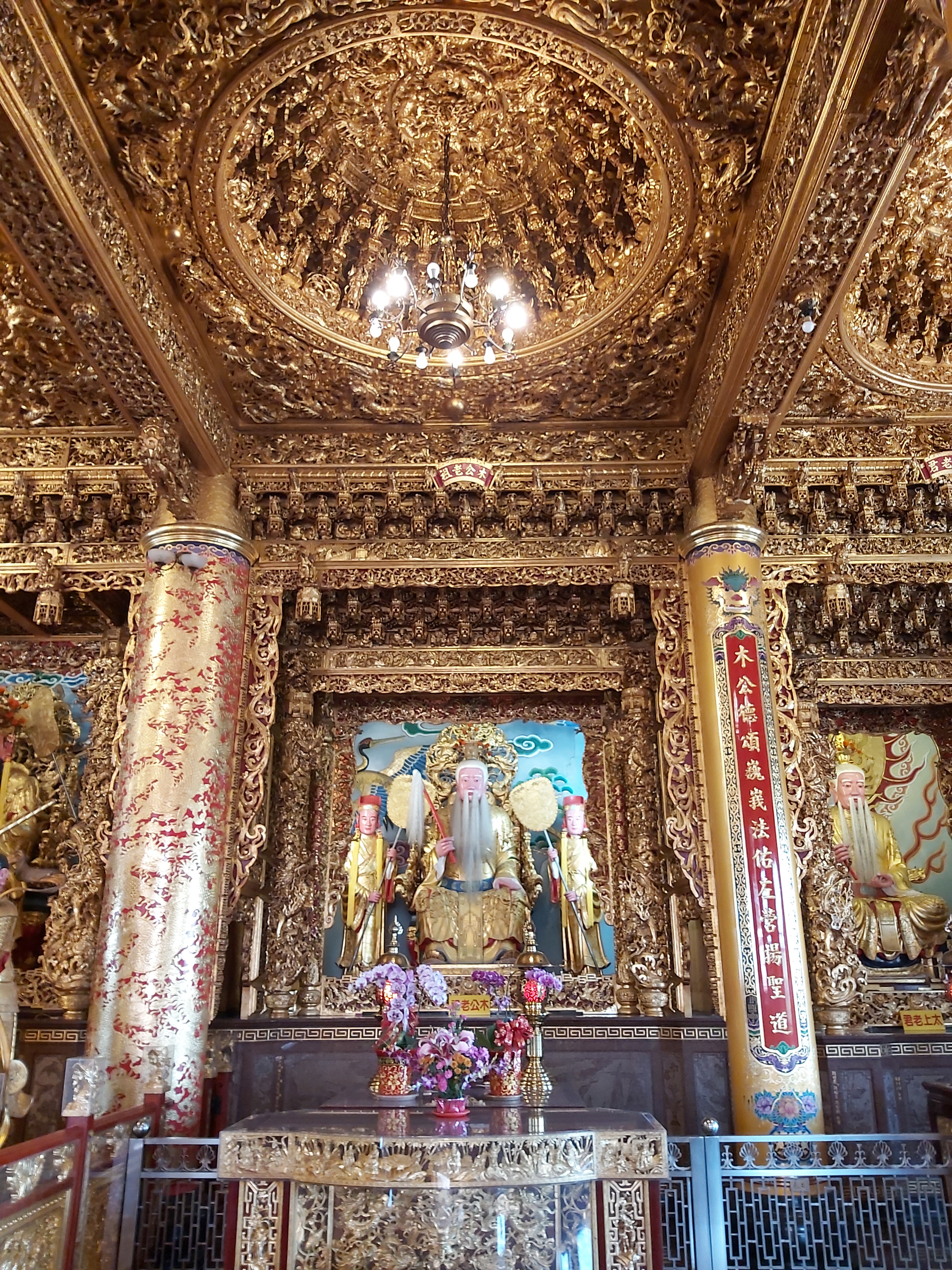
木公老祖
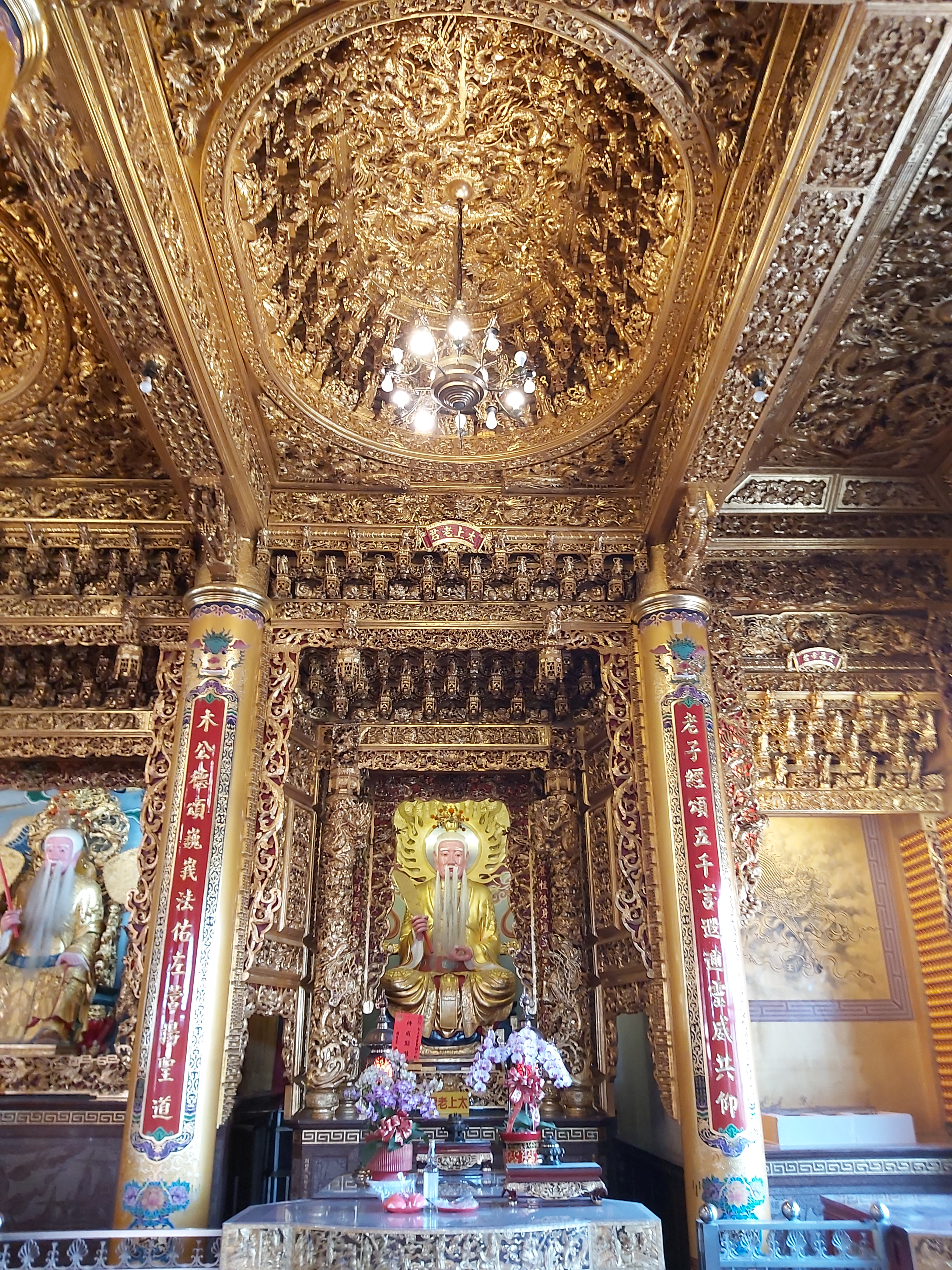
太上老君

## 外部連結
- 左營啟明堂官方網站 （页面存档备份，存于）